# Університет Сінсю
Університет Сінсю (яп. 信州大学, しんしゅうだいがく; англ. Shinshu University) — державний вищий навчальний заклад в Японії. Розташований за адресою: префектура Наґано, місто Мацумото, квартал Асахі 3-1-1. Заснований у 1873 році та дипломований у 1949 року. Скорочена назва — Сін-дай (яп. 信大, しんだい).

## Факультети
- Гуманітарний факультет (яп. 人文学部)
- Економічний факультет (яп. 経済学部)
- Природничий факультет (яп. 理学部)
- Інженерно-технічний факультет (яп. 工学部)
- Медичний факультет (яп. 医学部)
- Педагогічний факультет (яп. 教育学部)
- Агрономний факультет (яп. 農学部)
- Текстильний факультет (яп. 繊維学部)

## Аспірантура
- Аспірантура гуманітарних наук (яп. 人文科学研究科)
- Педагогічна аспірантура (яп. 教育学研究科)
- Аспірантура економічно-соціального планування (яп. 経済・社会政策科学研究科)
- Медична аспірантура (яп. 医学研究科)
- Аспірантура інженерно-технічних наук (яп. 工学系研究科)
- Агрономічна аспірантура (яп. 農学研究科)
- Аспірантура юридичних наук (яп. 法曹法務研究科)